# Paragomphus lindgreni
Paragomphus lindgreni är en trollsländeart som först beskrevs av Fraser 1923.  Paragomphus lindgreni ingår i släktet Paragomphus och familjen flodtrollsländor. IUCN kategoriserar arten globalt som otillräckligt studerad. Inga underarter finns listade i Catalogue of Life.